# Parafia Świętych Apostołów Piotra i Pawła w Zwróconej
Parafia św. św. Apostołów Piotra i Pawła w Zwróconej znajduje się w dekanacie Ząbkowice Śląskie-Północ w diecezji świdnickiej. Była erygowana w XIV w. Jej proboszczem jest ks. Krzysztof Ziobrowski.